# 陳洪民
陳洪民（1932年—1999年），台灣電影導演、編劇和剪接師。生於廈門。1949年隨軍到台灣。陳洪民出身中影公司，曾赴日本學習，從剪接師、編劇至導演。導演作品有《三鳳震武林》、《少女的煩惱》、《乾坤三決鬥》  、《 戰神》（關公大戰外星人）、《火星人》 等。

## 外部連結
- 陳洪民在互联网电影资料库（IMDb）上的資料（英文）